# Флуорн-Винцельн
Флуорн-Винцельн (нем. Fluorn-Winzeln) — община в Германии, в земле Баден-Вюртемберг. Подчиняется административному округу Фрайбург. Входит в состав района Ротвайль. 
Население составляет 3191 человек (на 31 декабря 2010 года). Занимает площадь 24,59 км². 